# Krystyna Radzikowska
Krystyna Radzikowska (z domu Hołuj, ur. 5 lutego 1931 we Lwowie, zm. 29 listopada 2006) – najwybitniejsza polska szachistka lat 50. i 60. XX wieku, wielokrotna mistrzyni Polski w szachach.

## Życiorys
W szachy nauczyła się grać w wieku 9 lat, ale na poważnie królewską grą zajęła się dopiero 10 lat później. Wcześniej czas wypełniała jej głównie nauka. Uczyła się jednocześnie w liceum ogólnokształcącym oraz w średniej szkole muzycznej (w klasie fortepianu). Po ukończeniu tych szkół, studiowała na Wydziale Inżynieryjno-Budowlanym Politechniki Śląskiej, która ukończyła w roku 1955 zdobywając tytuł magistra inżyniera. Była wieloletnim pracownikiem Biura Projektów Górniczych w Gliwicach.
W roku 1950 wstąpiła do swojego pierwszego klubu szachowego – AZS Gliwice, którego barw broniła do roku 1958. Następnie przez dwa lata występowała w klubie Górnik Bytom, zaś w roku 1960 przeniosła się do Startu Katowice, w którym spędziła ponad 30 lat.
Rok 1951 był początkiem jej wielkiej szachowej kariery. W tym roku wywalczyła swój pierwszy tytuł mistrzyni Polski w szachach. Jest najbardziej utytułowaną polską zawodniczką w historii: w finałach mistrzostw kraju wystąpiła 24 razy, zdobywając 17 medali: 9 złotych (1951, 1952, 1953, 1955, 1956, 1957, 1959, 1966, 1969), 2 srebrne (1968, 1976) oraz 6 brązowych (1954, 1958, 1972, 1973, 1975, 1978).
Uczestniczyła w sześciu turniejach strefowych oraz w dwóch turniejach pretendentek: w roku 1955 w Moskwie zajęła XVI miejsce, natomiast w roku 1971 w Ochrydzie podzieliła miejsca VII-VIII, co wówczas odpowiadało miejscu w pierwszej dziesiątce na świecie.
W latach 1957–1972 reprezentowała Polskę na pięciu pierwszych olimpiadach szachowych, czterokrotnie na pierwszej i raz na drugiej szachownicy. W roku 1957 w Emmen uzyskała najlepszy wynik indywidualny (9 pkt z 11 partii) spośród wszystkich uczestniczek, za co otrzymała puchar księcia Bernarda. Wielokrotnie broniła polskich barw w meczach międzypaństwowych oraz na międzynarodowych turniejach. Od roku 1975 uczestniczyła również w rozgrywkach korespondencyjnych, wielokrotnie brała udział w olimpiadach ICCF (m.in. drużynowo brązowy medal olimpijski w 4 Olimpiadzie Kobiet rozgrywanej w latach 1992–1997, w której grała na 1. szachownicy) oraz (w latach 2000–2005) w VI finale indywidualnych mistrzostw świata, w którym zajęła IX miejsce.
Tytuł mistrzyni międzynarodowej otrzymała w roku 1955, natomiast na Kongresie FIDE w Salonikach w roku 1984 przyznano jej tytuł arcymistrzyni za wyniki uzyskane w poprzednich latach (tytuły arcymistrzowskie dla kobiet zostały ustanowione dopiero w roku 1976). Tytuł mistrzyni międzynarodowej w szachach korespondencyjnych uzyskała w 1995. Od roku 1976 była członkiem honorowym Polskiego Związku Szachowego.

## Memoriały Krystyny Radzikowskiej
Po raz pierwszy turniej pamięci Krystyny Radzikowskiej rozegrany został w 2011 roku. Dwie pierwsze edycje odbyły się w Warszawie, natomiast kolejne – we Wrocławiu.
Turnieje rozgrywane są systemem kołowym z udziałem 10-12 zawodniczek, w obsadzie międzynarodowej.

### Lista zwycięzców
| Edycja | Rok  | Miasto   | 1. miejsce           | 2. miejsce       | 3. miejsce        |
| ------ | ---- | -------- | -------------------- | ---------------- | ----------------- |
| 1      | 2011 | Warszawa | Karina Horowska      | Iweta Rajlich    | Marta Michna      |
| 2      | 2012 | Warszawa | Inga Czarchalaszwili | Nino Baciaszwili | Iweta Rajlich     |
| 3      | 2013 | Wrocław  | Nino Baciaszwili     | Joanna Gajewska  | Karina Horowska   |
| 4      | 2014 | Wrocław  | Klaudia Kulon        | Karina Horowska  | Lilit Mykyrtczian |